# Slaget om Haag
Slaget om Haag var et slag, som foregik den 10. maj 1940 som led i slaget om Holland mellem den hollandske hær og tyske faldskærmstropper. Tyske faldskærmsjægere blev udkastet i og omkring Haag og havde ordre til at erobre hollandske flyvepladser og byen Haag. Efter at have taget byen var det planen at tvinge den hollandske dronning Wilhelmina 1. af Nederlandene til at overgive sig og derved besejre hollænderne på en enkelt dag. Det var den første store luftlandeoperation i verdenshistorien. Slaget endte med et nederlag for tyskerne, hvilket havde negative konsekvenser for Wehrmacht i resten af krigen.

## Planen
Tyskerne planlagde at overraske hollænderne og derved få mulighed for at fange den øverstkommanderende for den hollandske hær. Det var deres hensigt at flyve tværs over hele Holland for at få hollænderne til at tro, at målet var Storbritannien, og så vende om over Nordsøen og angribe flyvepladserne Ypenburg, Ockenburg og Valkenburg for at svække det mulige hollandske forsvar, inden man erobrede Haag. Det forventedes, at dronningen og den hollandske øverskommanderende, Henri Winkelman, herefter ville indvilge i at kapitulere. Hvis hollænderne ikke overgav sig, planlagde tyskerne at afskære alle veje til Haag for at afværge et efterfølgende hollandsk modangreb.

## Det tyske angreb
I overensstemmelse med planen fløj tyskerne over Holland i de tidlige morgentimer den 10. maj, men hollænderne lod sig ikke narre og blev tværtimod alarmeret.
Tyskerne vendte rundt, og omkring kl. 6 bombede de flyvepladsen ved Ypenburg. Straks efter kastede deres transportfly faldskærmstropper ned i adskillige bølger på og omkring flyvepladsen, selv om hollandske maskingeværer forårsagede store tab på disse tropper og holdt dem spredt. Den hollandske modstand var kraftigere, end tyskerne havde ventet, og tyske faldskærmstropper brugte tilfangetagne, hollandske soldater som levende skjolde i strid med Genève-konventionens regler. Den hollandske modstand svækkedes efterhånden, og de tyske faldskærmstropper blev i stand til at besætte hovedbygningen og hejse hagekorsflaget. På trods af denne sejr lykkedes det hollænderne at forhindre tyskerne i at rykke frem fra Ypenburg til Haag. Omkring det samme tidspunkt blev der nedkastet tyske faldskærmstropper ved flyvepladsen i Ockenburg, som var svagere forsvaret. Forsvarerne ved Ockenburg kunne ikke forhindre tyskerne i at erobre flyvepladsen, men de kunne forsinke dem tilstrækkelig længe til at sikre, at de hollandske infanterienheder nåede frem og forhindrede faldskærmstropperne i at rykke ind i Haag. Da tyskerne benyttede flyvepladsen ved Ockenburg til at modtage forstærkninger, bombede hollænderne den selv for at forhindre, at landingsbanen kunne benyttes.
Valkenburg-flyvepladsen var kun delvis færdig. Som ved Ypenburg bombarderede de tyske tropper flyvepladsen, inden de nedkastede faldskærmstropper og forårsagede derved store tab blandt forsvarerne. Selv om de efterfølgende bølger af faldskærmstropper også led store tab, kunne forsvarerne ikke forhindre, at tyskerne erobrede flyvepladsen; men da landingsbanen stadig var under bygning, kunne tyskerne ikke lade deres transportfly lette fra den, og andre fly kunne ikke lande. Efter adskillige træfninger på landjorden besatte de tyske tropper landsbyen Valkenburg og nogle af broerne og bygningerne i Katwijk langs Rhinen.

## Det hollandske modangreb
Selv om de tyske tropper fik erobret de tre flyvepladser, opnåede de ikke deres primære mål, der var at besætte byen Haag og tvinge hollænderne til overgivelse. Den hollandske hær iværksatte derfor et modangreb adskillige timer senere. 
Modangrebet blev indledt fra Ypenburg. Selv om de var i undertal og benyttede ammunition, der var erobret fra tyskerne, kæmpede hollænderne sig i stilling, så de kunne iværksætte artilleriangreb mod deres egen flyveplads og forårsage alvorlige skader på den. Efter angrebene måtte tyskerne evakuere de brændende bygninger ved flyvepladsen og mistede derved deres stærkeste forsvarsstillinger. De hollandske tropper kunne rykke ind på flyvepladsen, og i de træfninger, der fulgte, blev mange af de tyske soldater tvunget til at overgive sig. De, som ikke overgav sig, blev efterfølgende nedkæmpet.
Flyvepladsen ved Ockenburg blev bombet af hollandske styrker. Tyskerne fulgte op på deres bombning af Ockenburg med at storme flyvepladsen. Tyskerne blev tvunget til at trække sig tilbage, og adskillige blev taget til fange. Nogle af de tyske tropper trak sig tilbage til skovene i nærheden af flyvepladsen og forsvarede sig med held mod hollænderne. De hollandske styrker fik senere ordre til at indstille angrebet og i stedet tage til Loosduinen, mens tyskerne begav sig til Rotterdam.
Efter at have afspærret Leiden generobrede hollænderne en strategisk vigtig bro nær Valkenburg med anvendelse af kun tre mand. Da der ankom forstærkninger, begyndte hollænderne at tage sig af tyskerne på landjorden, samtidig med at hollandske bombefly ankom for at ødelægge de strandede transportfly. Mens tyskerne forsøgte at etablere et forsvar i udkanten af flyvepladsen, blev de tvunget til at trække sig tilbage. Der fulgte flere timers kampe for at befri besatte stillinger i landsbyerne i nærheden, men til sidst blev tyskerne besejret.
Ved slutningen af den 10. maj, den første dag i slaget, havde hollandske styrker generobret alle de besatte flyvepladser.

## Tab
Hollænderne led tab på 515 døde og et ukendt antal sårede. Estimaterne ligger på omkring 1.000. De tyske tab kendes ikke med sikkerhed, men vurderes til omkring 400 døde og 700 sårede. Ikke mindre end 1.745 blev taget til fange. Tyskerne mistede også 182 transportfly, heraf 47 beskadigede. Hovedparten af flyene var af typen Junkers Ju 52.

## Efterspil
Ifølge historikeren E.H. Brongers havde denne mislykkede operation adskillige negative følger for det tyske militær. Nederlaget betød, at de øverste chefer i det tyske militær mistede meget af troen på luftbårne angreb, og de luftbårne tropper blev kraftigt indskrænket, hvilket betød, at der var mangel på mandskab til Operation Seelöwe. Tabet af et stort antal transportfly, som kunne være anvendt i fremtidige operationer, var et andet alvorligt slag.  Brongers nævner i særdeleshed tabet af transportfly under invasionen af Kreta. Da tyskerne ikke havde tilstrækkelig mange fly til at landsætte tropper i stort tal, måtte de kaste dem ud med faldskærm i stedet, hvilket forårsagede store tab.
Det største problem for hollænderne var de resterende tyske tropper, som det var lykkedes at undslippe fra flyvepladserne. Von Sponeck fik ordre til at fortsætte og hjælpe til i Slaget om Rotterdam. På vejen dertil undgik hans isolerede gruppe to gange hollandske fælder, men måtte til sidst grave sig ned og forsvare sig mod op imod 1.100 mand, og holdt ud indtil den hollandske hær kapitulerede. Hertil kom, at det lykkedes for de tyske forsvarere at holde ud i landsbyen Valkenburg indtil den 14.
Hitler nedspillede med vilje dette slag for at holde moralen blandt de tyske tropper oppe og fastholde illusionen om, at den tyske hær var uovervindelig. Det var et af de få tyske nederlag under hele felttoget på Vestfronten i 1940.

## Generelle kilder
- Hooton, E.R (2007). Luftwaffe at War; Blitzkrieg in the West: Volume 2. London: Chervron/Ian Allen. ISBN 978-1-85780-272-6.

## Yderligere læsning
- Brongers, E.H. (2004). The Battle for the Hague 1940. Uitgeverij Aspekt BV. ISBN 90-5911-307-1.